# Chufi
Chufi es una marca española de bebidas de horchata de chufa fundada en 1979. Se elabora exclusivamente con chufa de Valencia con Denominación de Origen, cultivada en diecinueve municipios de la comarca valenciana L'Horta Nord. La marca ha contribuido a preservar este cultivo tradicional, manteniendo elevados estándares de calidad mientras ha expandido su presencia comercial.

## Historia
El origen de la marca se remonta a dos empresas valencianas: Industrias Lácteas Cervera (1950) y Central Lechera El Prado (1955). Aunque comenzaron a elaborar horchata esterilizada en los años 50, no fue hasta 1979 cuando se lanzó oficialmente la marca Chufi.
En 1986, estas compañías participaron en la creación del Consejo Regulador de la Chufa de Valencia, reconocimiento formalizado en 1999.
En 1988, ambas empresas se fusionaron bajo el nombre Grupo El Prado Cervera. Chufi, junto con marcas como Choleck, consolidó su presencia en la Comunidad Valenciana y posteriormente se expandió al resto de España.
En 1999, el grupo fue adquirido por la empresa francesa Alliance Agro-Alimentaire (3A), absorbida más adelante en 2004 por la multinacional Lactalis.

## Sostenibilidad y compromiso con el entorno
Chufi mantiene un compromiso activo con la sostenibilidad y la preservación de la tradición valenciana.
- Colabora con la iniciativa Gravity Wave, dedicada a la retirada de plásticos del Mar Mediterráneo y puertos.
- Invierte en economía circular, utilizando envases reciclables y procesos que minimizan su huella ambiental.
- Utiliza exclusivamente chufa 100 % valenciana con Denominación de Origen, fortaleciendo la agricultura local y la economía de numerosas familias de L'Horta Nord.

## Receta y valores nutricionales
La horchata de Chufi se elabora combinando tradición artesanal con tecnología moderna. Su proceso incluye:
- Cultivo en suelos arenosos de L'Horta Nord, con siembra en primavera y recolección entre noviembre y enero.
- Limpieza y secado lento de la chufa durante meses para asegurar su conservación.
- Elaboración mediante hidratación, molienda, tamizado y mezcla con agua y edulcorantes (según el producto), para ser finalmente envasada en botellas reciclables.

La horchata Chufi:
- No contiene lactosa, gluten ni alérgenos.
- Es rica en fibra, magnesio y ácido oleico.
- Su consumo está asociado a beneficios para la salud cardiovascular y la microbiota intestinal.

## Gama de productos
Chufi ha desarrollado una variedad de productos adaptados a distintos gustos y momentos de consumo:
- Chufi Original: Receta clásica desde 1979. Sabor dulce y textura ligera.
- Chufi Maestro Horchatero: Inspirada en la horchata artesanal. Textura más espesa y sabor intenso.
- Chufi Zero: Nueva receta sin azúcares añadidos.
- Chufi Fresca: Horchata pasteurizada sin conservantes. Se vende refrigerada.
- Chufi Mediterráneo: Sabor más suave con notas de canela y limón.
- Chufi Coco Loco: Edición limitada. Mezcla de chufa con coco.
- Chufi Frappé: Edición limitada con sabor a café.
- Chufi Piña Colada: Edición limitada que combina chufa con piña y coco, inspirada en el cóctel tropical.